# Irkutsk
Irkutsk (in russo Иркутск?; in buriato e in mongolo: Эрхүү, Erhüü) è una città della Russia nella Siberia centrale, capoluogo dell'oblast' di Irkutsk; è situata a 5185 km dalla capitale Mosca.

## Geografia fisica

### Territorio
Sorge lungo il fiume Angara, 45 km dopo la sua uscita dal lago Bajkal, alla confluenza con il tributario Irkut.

### Clima
- Temperatura media annua: −0,6 °C
- Temperatura media del mese più freddo (gennaio): −20,3 °C
- Temperatura media del mese più caldo (luglio): 17,8 °C
- Precipitazioni medie annue: 420 mm

| Irkutsk (1991-2020) Fonte:  | Mesi         | Mesi         | Mesi         | Mesi         | Mesi         | Mesi        | Mesi        | Mesi        | Mesi         | Mesi         | Mesi         | Mesi         | Stagioni | Stagioni | Stagioni | Stagioni | Anno  |
| Irkutsk (1991-2020) Fonte:  | Gen          | Feb          | Mar          | Apr          | Mag          | Giu         | Lug         | Ago         | Set          | Ott          | Nov          | Dic          | Inv      | Pri      | Est      | Aut      | Anno  |
| --------------------------- | ------------ | ------------ | ------------ | ------------ | ------------ | ----------- | ----------- | ----------- | ------------ | ------------ | ------------ | ------------ | -------- | -------- | -------- | -------- | ----- |
| T. max. media (°C)          | −12,7        | −7,5         | 1,2          | 10,5         | 18,1         | 23,8        | 25,7        | 22,9        | 16,1         | 7,9          | −2,7         | −10,8        | −10,3    | 9,9      | 24,1     | 7,1      | 7,7   |
| T. media (°C)               | −17,6        | −14,1        | −5,5         | 3,6          | 10,4         | 16,4        | 19,0        | 16,4        | 9,5          | 2,0          | −7,6         | −15,4        | −15,7    | 2,8      | 17,3     | 1,3      | 1,4   |
| T. min. media (°C)          | −21,4        | −19,1        | −11,1        | −1,9         | 3,7          | 10,1        | 13,5        | 11,4        | 4,6          | −2,4         | −11,5        | −19,1        | −19,9    | −3,1     | 11,7     | −3,1     | −3,6  |
| T. max. assoluta (°C)       | 2,3 (1927)   | 10,2 (1987)  | 20,0 (1994)  | 29,2 (1899)  | 34,5 (1990)  | 35,6 (2010) | 37,2 (1915) | 34,7 (2015) | 29,7 (2015)  | 25,6 (1946)  | 14,4 (2013)  | 5,3 (2013)   | 10,2     | 34,5     | 37,2     | 29,7     | 37,2  |
| T. min. assoluta (°C)       | −49,7 (1915) | −44,7 (1929) | −37,3 (1933) | −31,8 (1909) | −14,3 (1908) | −6,0 (1909) | 0,4 (1898)  | −2,7 (1902) | −11,9 (1922) | −30,5 (1901) | −40,4 (1910) | −46,3 (1916) | −49,7    | −37,3    | −6,0     | −40,4    | −49,7 |
| Nuvolosità (okta al giorno) | 6,7          | 6,3          | 6,5          | 7,2          | 7,5          | 7,6         | 7,6         | 7,2         | 6,9          | 7,1          | 7,6          | 7,7          | 6,9      | 7,1      | 7,5      | 7,2      | 7,2   |
| Precipitazioni (mm)         | 14           | 9            | 12           | 21           | 36           | 69          | 107         | 96          | 53           | 21           | 20           | 19           | 42       | 69       | 272      | 94       | 477   |
| Giorni di pioggia           | 0            | 0,04         | 1,0          | 9,0          | 15,0         | 18,0        | 18,0        | 17,0        | 16,0         | 9,0          | 2,0          | 0,0          | 0,0      | 25,0     | 53,0     | 27,0     | 105,0 |
| Nevicate (cm)               | 24           | 28           | 18           | 1            | 0            | 0           | 0           | 0           | 0            | 1            | 8            | 18           | 70       | 19       | 0        | 9        | 98    |
| Giorni di neve              | 21           | 16           | 13           | 11           | 3            | 0,2         | 0,0         | 0,0         | 2,0          | 10,0         | 20,0         | 23,0         | 60,0     | 27,0     | 0,2      | 32,0     | 119,2 |
| Giorni di nebbia            | 4            | 2            | 0,3          | 0,1          | 1,0          | 2,0         | 5,0         | 7,0         | 6,0          | 3,0          | 5,0          | 7,0          | 13,0     | 1,4      | 14,0     | 14,0     | 42,4  |
| Umidità relativa media (%)  | 82           | 76           | 65           | 56           | 55           | 67          | 74          | 78          | 76           | 73           | 79           | 85           | 81       | 58,7     | 73       | 76       | 72,2  |
| Vento (direzione-m/s)       | E 1,8        | NE 1,9       | NE 2,2       | NE 2,6       | NE 2,5       | W 2,1       | W 1,7       | W 1,8       | W 2,0        | E 2,1        | E 1,9        | E 1,6        | 1,8      | 2,4      | 1,9      | 2,0      | 2,0   |

## Storia
La città è oggi una delle più importanti della Siberia. La sua fondazione risale al 1652 come avamposto commerciale per l'esazione dei tributi (pagati in pellicce) dalle tribù buriate della zona; fu il capoluogo dell'omonimo governatorato.
I decenni e i secoli successivi videro il suo sviluppo come centro commerciale; Irkutsk raggiunse una certa prosperità che le portò notevoli migliorie urbanistiche che la portarono ad essere definita "la Parigi della Siberia". Analogamente a moltissimi insediamenti siberiani, anche Irkutsk ha una grossa componente della popolazione discendente da deportati, prima sotto il regime zarista, poi sotto quello stalinista.
È sede arcivescovile ortodossa e sede vescovile cattolica.

## Letteratura
La città di Irkutsk è il punto di arrivo delle avventure di Michele Strogoff, protagonista dell'omonimo romanzo di Jules Verne. La città è anche una meta del protagonista dei Racconti di un pellegrino russo. Sempre a Irkutsk è ambientato parte del romanzo L'enigma siberiano di Martin Cruz Smith, autore di Gorky Park. A Irkutsk si trova per lavoro il giovane Vasen'ka, figlio di una vedova che nel romanzo I fratelli Karamazov di Fedor Dostoevskij si rivolge al monastero nel quale serve Alëša Karamazov, per presentarvi la bizzarra richiesta di commemorare nella messa il figlio, del quale da tempo non aveva più notizie, come fosse defunto.

## Società

### Evoluzione demografica
Fonte: mojgorod.ru
- 1897: 51 500
- 1926: 98 400
- 1939: 250 200
- 1959: 366 000
- 1970: 451 000
- 1989: 626 100
- 2002: 593 604
- 2006: 578 100
- 2010: 587 200
- 2015: 620 100

## Infrastrutture e trasporti

### Aereo
La città di Irkutsk è servita dall'Aeroporto Internazionale di Irkutsk con i voli di linea giornalieri verso le principali città della Russia, Cina, Corea del Sud, Mongolia.

### Treno
Irkutsk è un'importante stazione delle Ferrovie russe lungo la Transiberiana.

## Amministrazione

### Gemellaggi
Irkutsk è gemellata con:
- Shenyang
- Ulan Bator
- Kanazawa
- Eugene
- Novi Sad
- Pforzheim
- Évian-les-Bains
- Strömsund
- Pordenone
- Grenoble
- Digione

## Galleria d'immagini

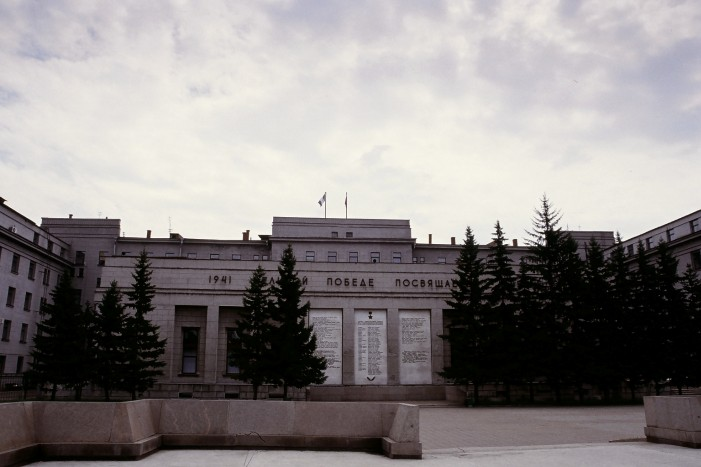
Municipio dell'epoca Sovietica
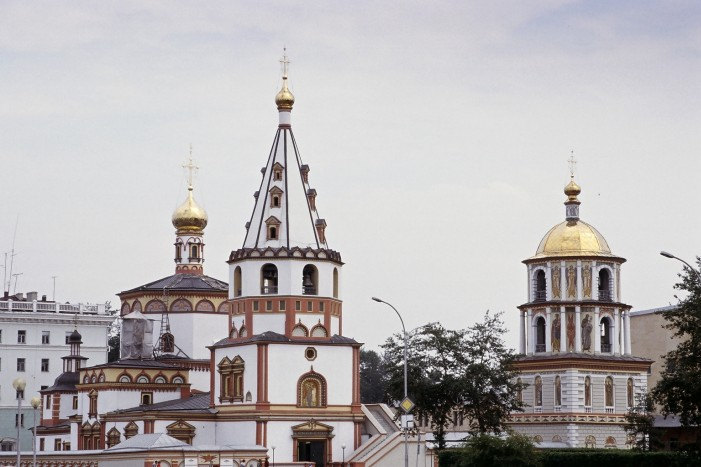
Chiesa Ortodossa di Irkutsk
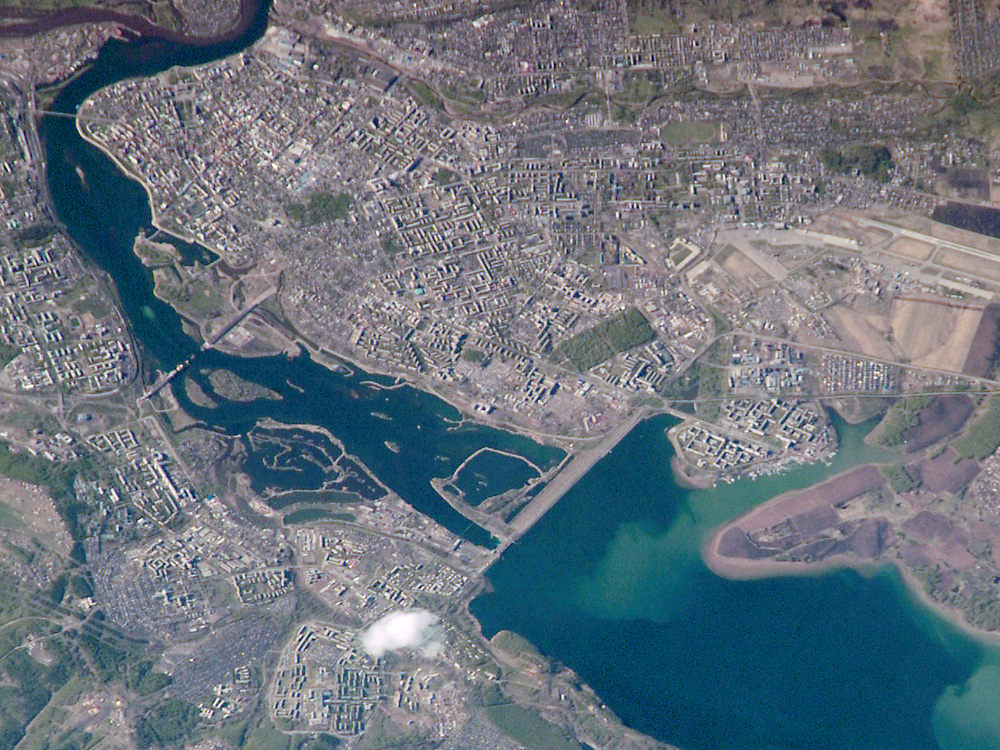
Irkutsk dallo spazio
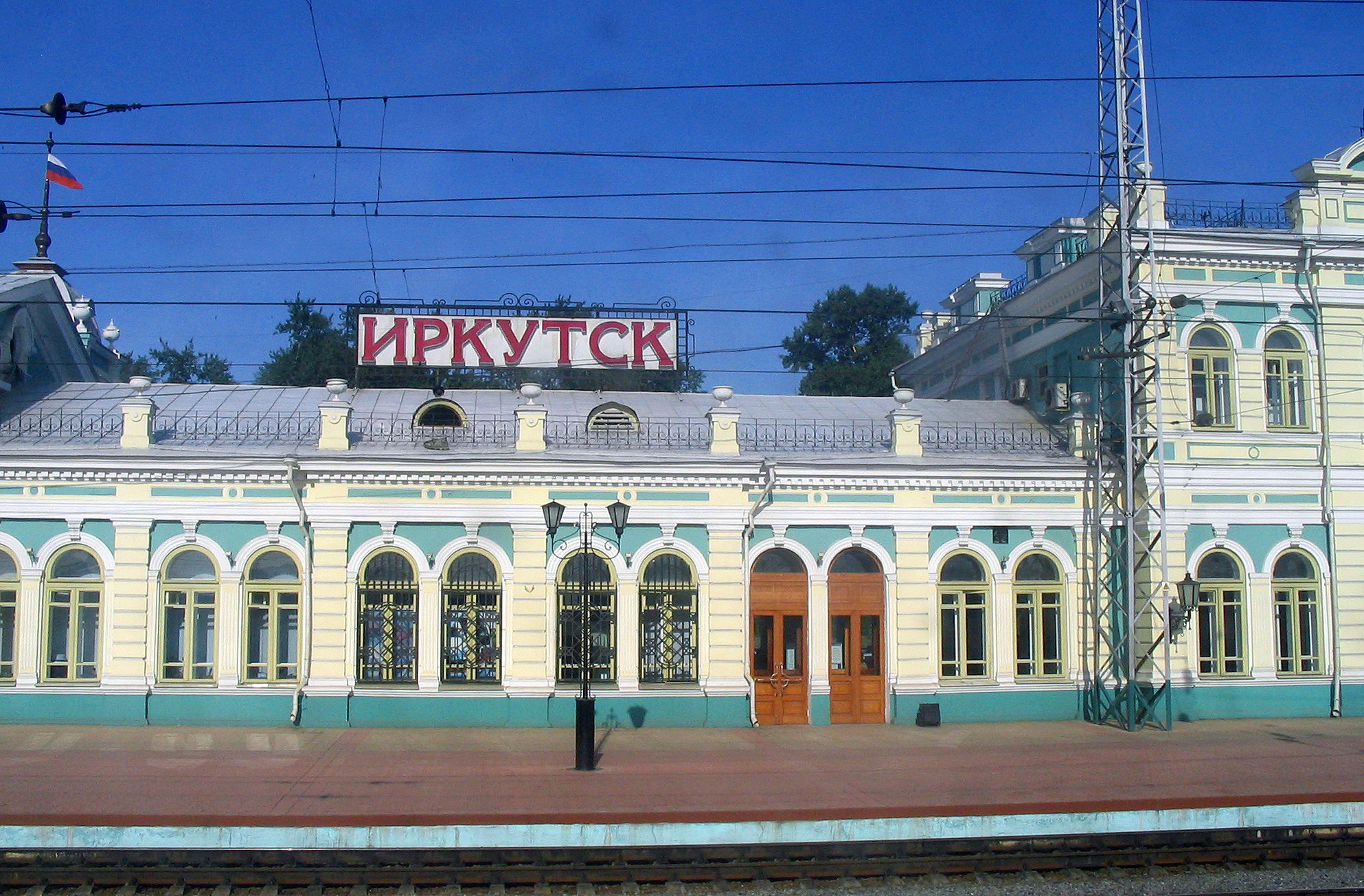
La stazione, sulla Transiberiana
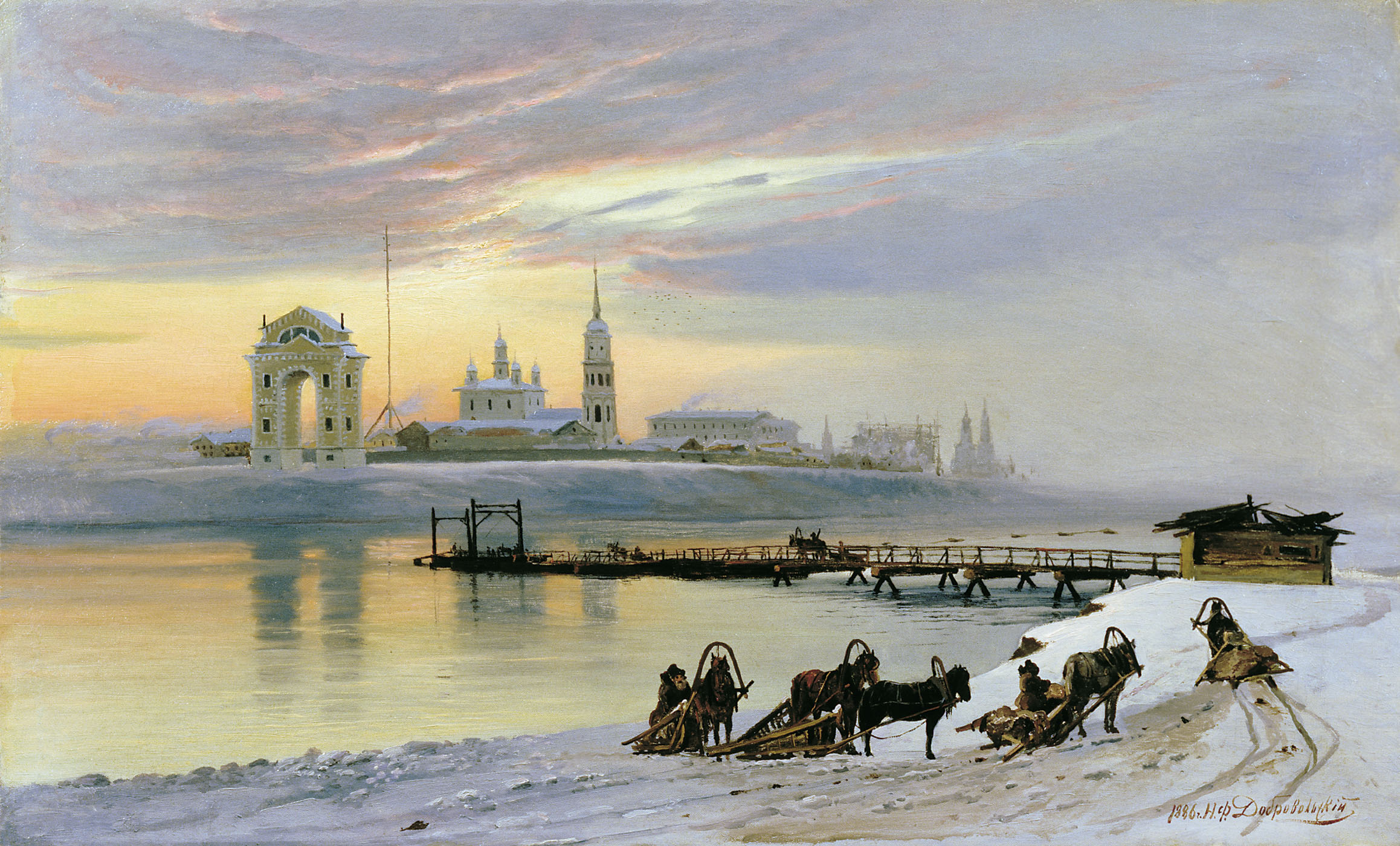
L'attraversamento dell'Angara a Irkutsk, come rappresentato da Nikolaj Dobrovol'skij
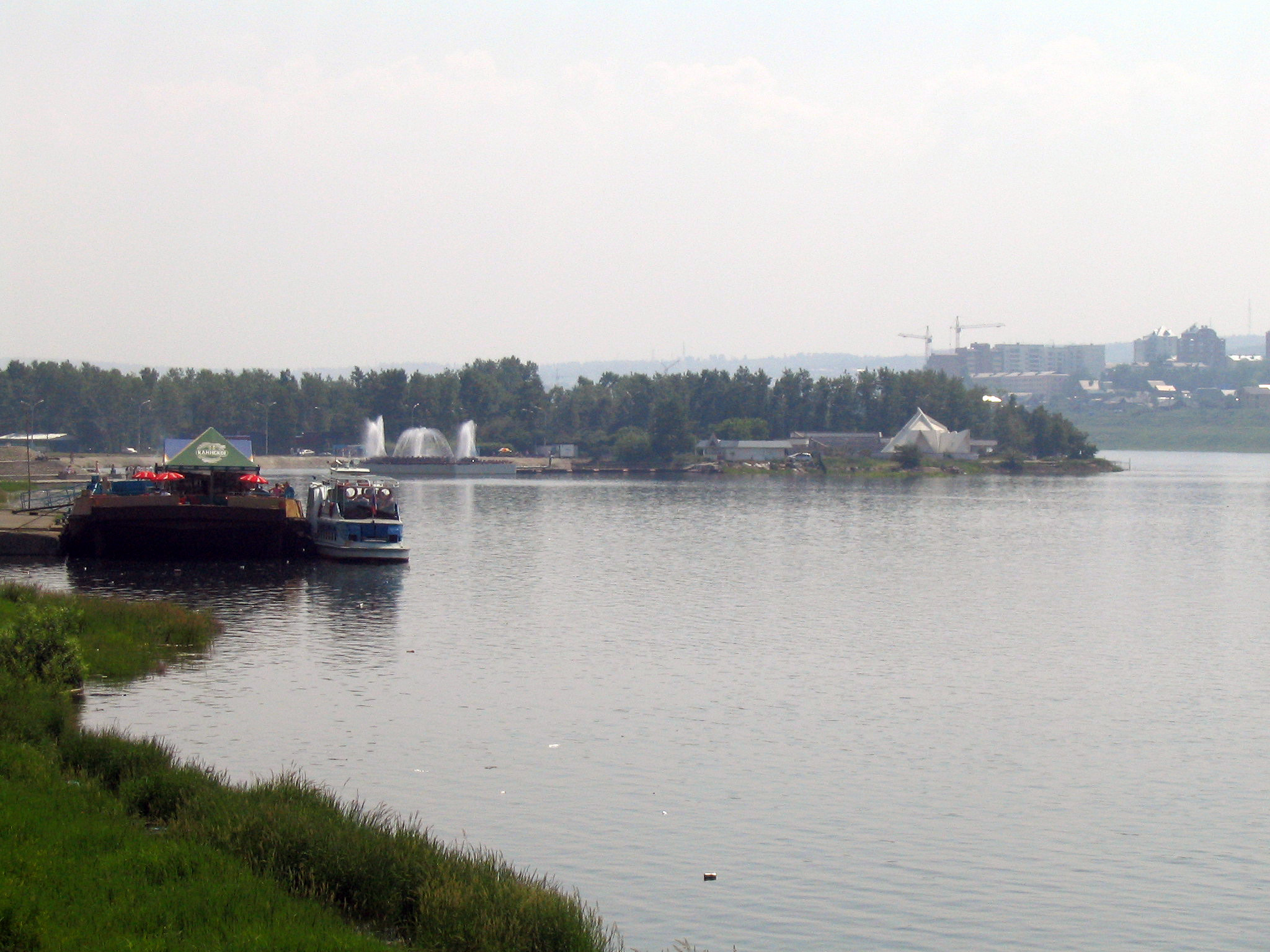
Il fiume Angara
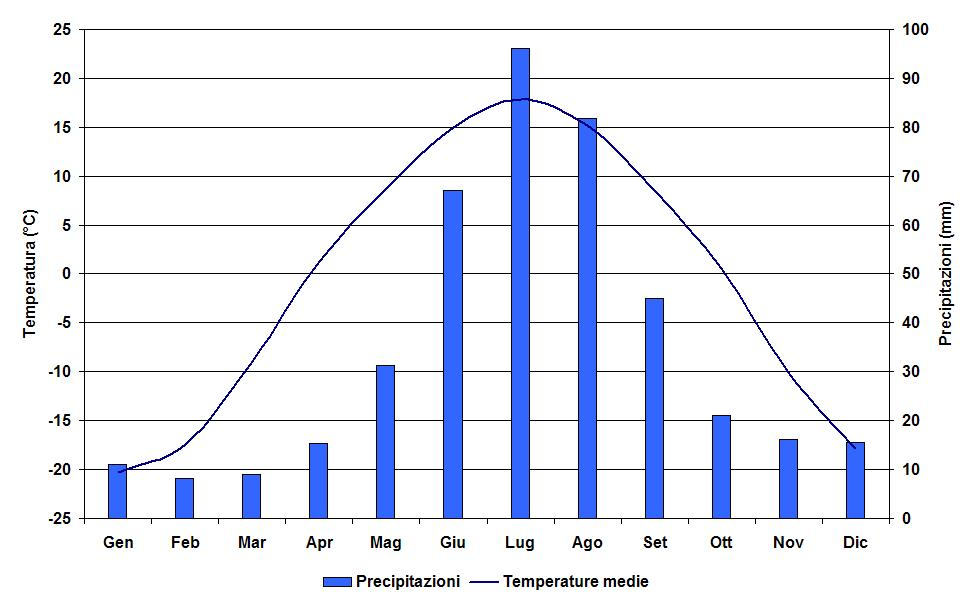
Climogramma della città
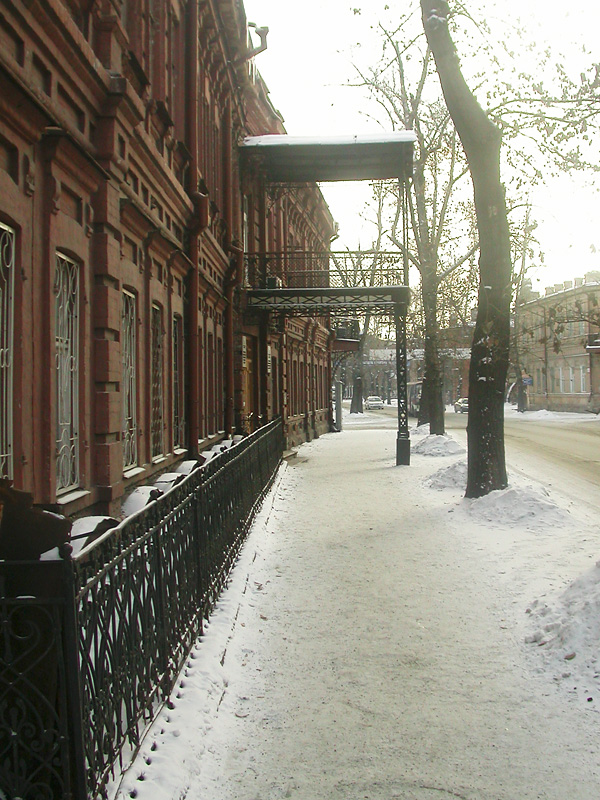
Via del centro
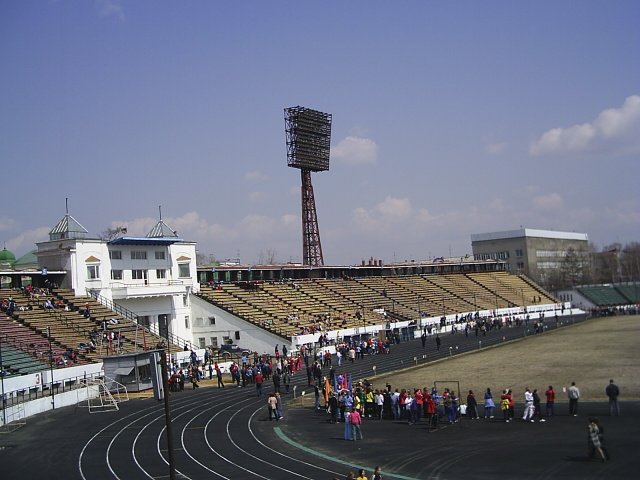
Stadio di bandy e calcio